# Автономов, Владимир Сергеевич
Влади́мир Серге́евич Автоно́мов (род. 26 февраля 1955, Москва) — российский экономист, доктор экономических наук (1995), член-корреспондент РАН (1997; секция международных отношений), научный руководитель факультета экономических наук НИУ ВШЭ с 2011 года, декан факультета экономики НИУ ВШЭ в 2000—2011 годах. Профессор, заведующий кафедрой экономической методологии и истории ВШЭ. Заведующий сектором институциональных основ экономики Института мировой экономики и международных отношений РАН (с 1997).

## Биография
Брат философа Н. С. Автономовой, троюродный племянник филолога М. Л. Гаспарова. Окончил экономический факультет МГУ (1977).
Лауреат премии имени Е. С. Варги РАН (1994). Член Европейского общества истории экономической мысли, Никитского клуба и президиума Вольного экономического общества.
Научный руководитель факультета экономических наук и профессор его департамента теоретической экономики, ординарный профессор и член учёного совета ВШЭ, член редколлегии «Экономического журнала Высшей школы экономики».
Автор публикаций в журналах «Вопросы экономики», «Мировая экономика и международные отношения», «Общественные науки и современность», «Journal of the History of Economic Thought», «Journal of Business Ethics».
Основные научные интересы:
- Структура современной экономической теории
- «Революции» в истории экономической науки
- История и методология экономической науки
- Модель человека в экономической теории
- Перевод и издание трудов классиков экономической науки

## Основные произведения
- Человек в зеркале экономической теории. — М.: Наука, 1993.
- Экономика для школьников (в соавторстве с Э. Голдстин). — М.: Эконов, 1996.
- Модель человека в экономической науке. — СПб.: Экономическая школа, 1998.
- Русская литература на рандеву с рыночной экономикой. — М.: ТЕИС, 2000.
- Введение в экономику. — М.: Вита-Пресс, 2001.
- Specific interrelations of Politics and Economics in Russian History // Political Events and Economic Ideas (Ed. By I. Bahrens, V.Caspari, B.Schefold). Edward Elgar, 2004.
- Абстракция — мать порядка? (Историко-методологические рассуждения о связи экономической науки и экономической политики) // Вопросы экономики. — 2013. — № 4. — С. 4—23.
- Проект «Разработка дополнительных образовательных программ по развитию финансовой грамотности обучающихся общеобразовательных учреждений и образовательных учреждений начального и среднего профессионального образования»
- В поисках человека: Очерки по истории и методологии экономической науки. — М.—СПб.: Издательство Института Гайдара; Факультет свободных искусств и наук СПбГУ, 2020. — 680 с. — (Новое экономическое мышление). — ISBN 978-5-93255-578-1.